# Rua General Auto

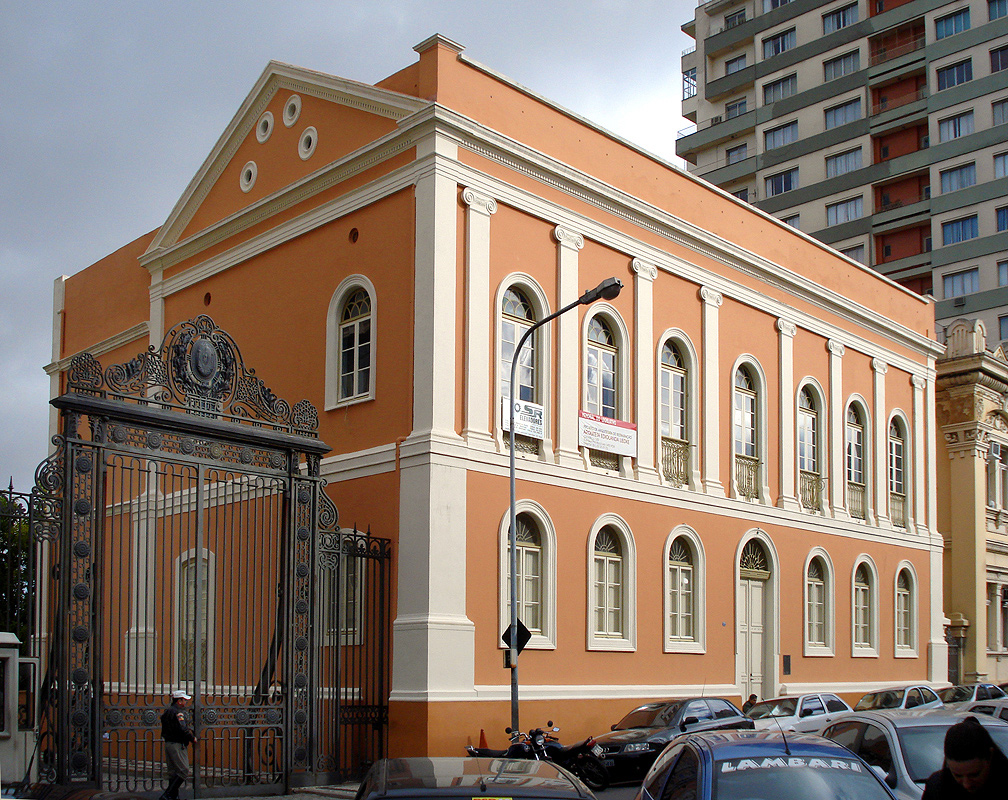
Casa da Junta, localizada na Rua General Auto

A Rua General Auto é um das mais antigas vias da cidade brasileira de Porto Alegre, capital do estado do Rio Grande do Sul, e está localizada no centro histórico da cidade. Começa na Rua Duque de Caxias e termina na Rua Washington Luís.
Nesta rua encontra-se o prédio histórico da antiga Junta da Fazenda (ou Casa da Junta), correspondente à antiga Assembleia Legislativa do Rio Grande do Sul.

## Histórico
Conhecida na década de 1830 pelo nome de Rua de Belas, a rua era, possivelmente, a continuação do velho Beco do Fanha (atual Rua Caldas Júnior), que foi absorvida por proprietários privados, no segmento entre a Rua Riachuelo e a Rua Duque de Caxias. Apesar de ser caracterizada pela forte ladeira, a Rua de Belas foi ocupada regularmente, tanto que, já em 1847, os moradores entregaram à Câmara Municipal um abaixo-assinado requerendo a instalação de lampiões para a iluminação pública.
Em 1873, por resolução dos vereadores, mudou o nome para Rua General Auto, em homenagem ao militar porto-alegrense José Auto da Silva Guimarães, o Barão de Jaguarão. No ano seguinte, possuía 132 casas ligadas à rede de água da Companhia Hidráulica Porto-Alegrense. A Estatística Predial de 1892 registrou 98 prédios, sendo 95 térreos, dois assobradados e um sobrado.